# Зовнівписане коло

Трикутник (чорний) з вписаним колом (синім), зовнівписаними колами (помаранчеві), бісектрисами внутрішніх (червоні) та зовнішніх (зелені) кутів.

Зовнівписане коло трикутника — коло, яке дотикається до сторони трикутника та продовження двох інших його сторін .
Будь-який трикутник має три зовнівписані кола з центрами {\displaystyle I_{A}}, {\displaystyle I_{B}}, {\displaystyle I_{C}}, які дотикаються до сторін {\displaystyle a}, {\displaystyle b}, {\displaystyle c} відповідно. Радіуси цих кіл позначають {\displaystyle r_{a}}, {\displaystyle r_{b}}, {\displaystyle r_{c}} відповідно.

## Властивості

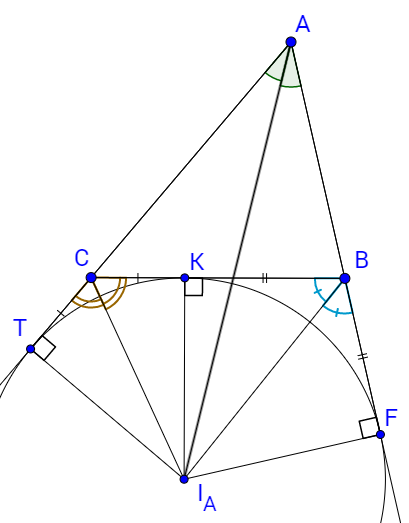
Ілюстрація доведення властивостей

- Центр {\displaystyle I_{A}} зовнівписаного кола є точкою перетину бісектриси кута {\displaystyle \angle A} та двох бісектрис зовнішніх кутів з вершинами {\displaystyle B} і {\displaystyle C} трикутника {\displaystyle ABC}.
- Нехай точки {\displaystyle T} та {\displaystyle F} — точки дотику зовнівписаного кола з центром {\displaystyle I_{A}} до продовжень сторін {\displaystyle AB} та {\displaystyle AC} трикутника {\displaystyle ABC}. Тоді {\displaystyle AT=AF=p={\frac {a+b+c}{2}}}.

Доведення.
За властивістю дотичних, проведених до кола з однієї точки, {\displaystyle AT=AF}. За цією ж властивістю маємо, що {\displaystyle BK=BF} та {\displaystyle CT=CK}, де {\displaystyle K} — точка дотику цього кола до сторони {\displaystyle BC}. Тоді
{\displaystyle AT+AF=AC+CT+AB+BF=AC+CK+AB+BK=AC+AB+BC=a+b+c=P_{ABC}}. Оскільки {\displaystyle AT=AF}, то кожен з цих відрізків рівний половині їх суми, тобто {\displaystyle AT=AF=p={\frac {a+b+c}{2}}}.
- З попередньої властивості легко випливає, що {\displaystyle BK=p-c} та {\displaystyle CK=p-b}.
- {\displaystyle r_{a}={\frac {S}{p-a}}}, {\displaystyle r_{b}={\frac {S}{p-b}}}, {\displaystyle r_{c}={\frac {S}{p-c}}}, де {\displaystyle S} — площа трикутника {\displaystyle ABC}, а {\displaystyle p={\frac {a+b+c}{2}}}.

Доведення.Нехай {\displaystyle K} — точка дотику зовнівписаного кола з центром {\displaystyle I_{A}} до сторони {\displaystyle BC} трикутника {\displaystyle ABC}. Тоді {\displaystyle S_{ABC}=S_{ABI_{A}}+S_{ACI_{A}}-S_{BCI_{A}}={\frac {1}{2}}AB\cdot r_{a}+{\frac {1}{2}}AC\cdot r_{a}-{\frac {1}{2}}BC\cdot r_{a}={\frac {1}{2}}r_{a}(b+c-a)=r_{a}(p-a)}. Звідси {\displaystyle r_{a}={\frac {S}{p-a}}}. Аналогічно можна легко отримати, що {\displaystyle r_{b}={\frac {S}{p-b}}} та {\displaystyle r_{c}={\frac {S}{p-c}}}.
- {\displaystyle S={\frac {r_{a}r_{b}r_{c}}{p}}}.

Доведення.
З попередньої властивості маємо, що {\displaystyle S=r_{a}(p-a)=r_{b}(p-b)=r_{c}(p-c)}. Звідси {\displaystyle S^{3}=r_{a}r_{b}r_{c}(p-a)(p-b)(p-c)={\frac {r_{a}r_{b}r_{c}S^{2}}{p}}} (за формулою Герона), а тому {\displaystyle S={\frac {r_{a}r_{b}r_{c}}{p}}}.
- {\displaystyle S={\sqrt {rr_{a}r_{b}r_{c}}}}.

Доведення.
З попередньої властивості, {\displaystyle S={\frac {r_{a}r_{b}r_{c}}{p}}={\frac {rr_{a}r_{b}r_{c}}{rp}}={\frac {rr_{a}r_{b}r_{c}}{S}}}, звідки {\displaystyle S^{2}=rr_{a}r_{b}r_{c}}, а тому {\displaystyle S={\sqrt {rr_{a}r_{b}r_{c}}}}.
- {\displaystyle {\frac {1}{r}}={\frac {1}{r_{a}}}+{\frac {1}{r_{b}}}+{\frac {1}{r_{c}}}}.

Доведення.
Розпишемо: {\displaystyle p=3p-2p=3p-(a+b+c)=(p-a)+(p-b)+(p-c)}. З того, що {\displaystyle r_{a}={\frac {S}{p-a}}} (одна з попередніх властивостей), маємо {\displaystyle p-a={\frac {S}{r_{a}}}}. Аналогічно {\displaystyle p-b={\frac {S}{r_{b}}}} та  {\displaystyle p-c={\frac {S}{r_{c}}}}. Також справедлива формула  {\displaystyle p={\frac {S}{r}}}, оскільки {\displaystyle S=rp}. Замінивши компоненти в першій рівності, одержимо {\displaystyle {\frac {S}{r}}={\frac {S}{r_{a}}}+{\frac {S}{r_{b}}}+{\frac {S}{r_{c}}}}. Скоротивши обидві частини останньої рівності на ненульовий множник {\displaystyle S}, отримаємо остаточно {\displaystyle {\frac {1}{r}}={\frac {1}{r_{a}}}+{\frac {1}{r_{b}}}+{\frac {1}{r_{c}}}}.
- Нехай {\displaystyle I} — центр вписаного кола, {\displaystyle I_{A}} — центр зовнівписаного кола. Тоді описане навколо трикутника {\displaystyle ABC} коло ділить відрізок {\displaystyle II_{A}} навпіл. Іншими словами, якщо {\displaystyle W} — точка перетину бісектриси кута {\displaystyle \angle A} та описаного кола трикутника {\displaystyle ABC}, то {\displaystyle IW=WI_{A}} (Лема Мансіона, частина теореми про трилисник (тризуб)).